# Favières (Eure-et-Loir)
Pour les articles homonymes, voir Favières.
Favières est une commune française située dans le département d'Eure-et-Loir en région Centre-Val de Loire.

## Géographie

### Situation

Situation géographique
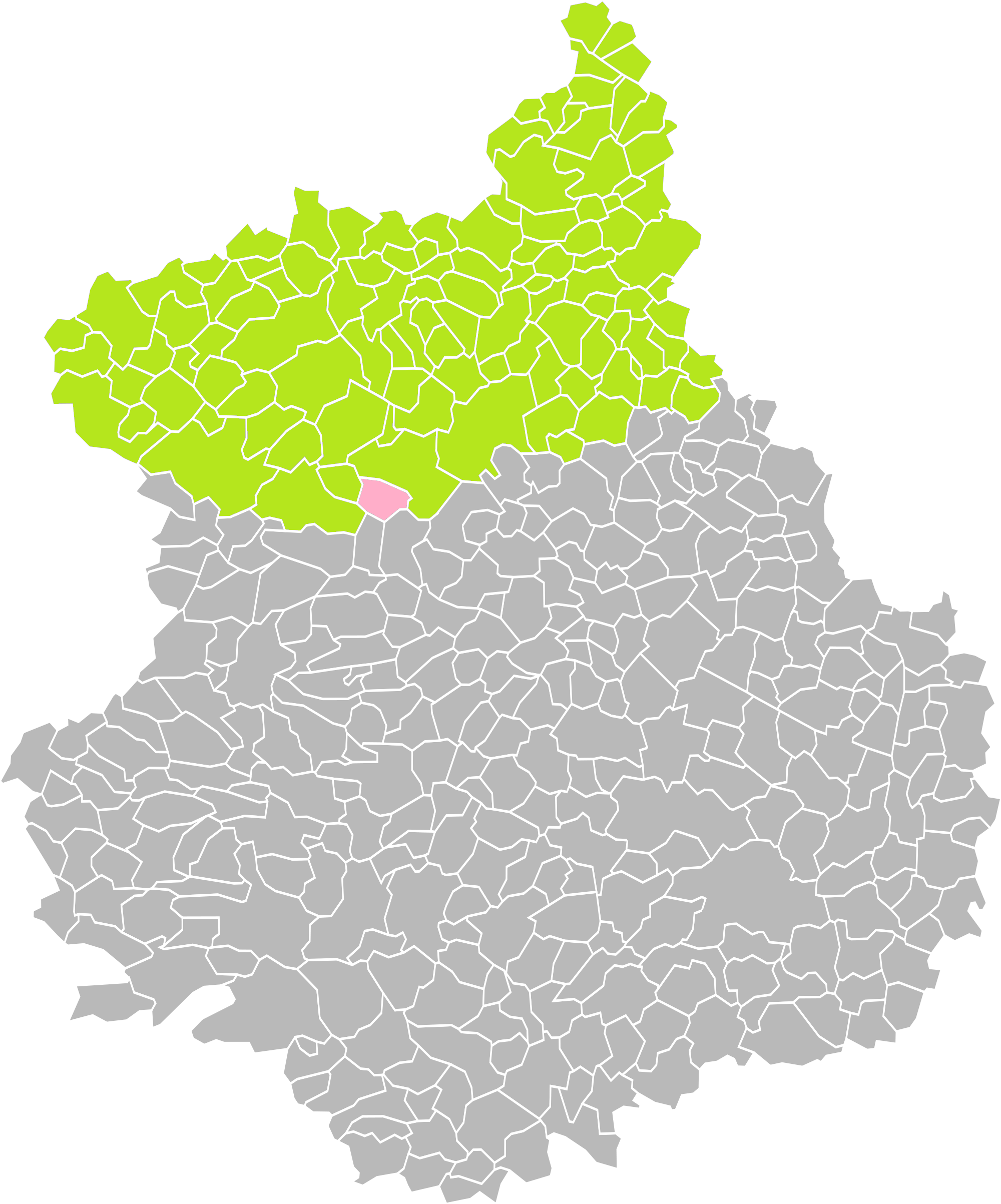
Favières dans son arrondissement.
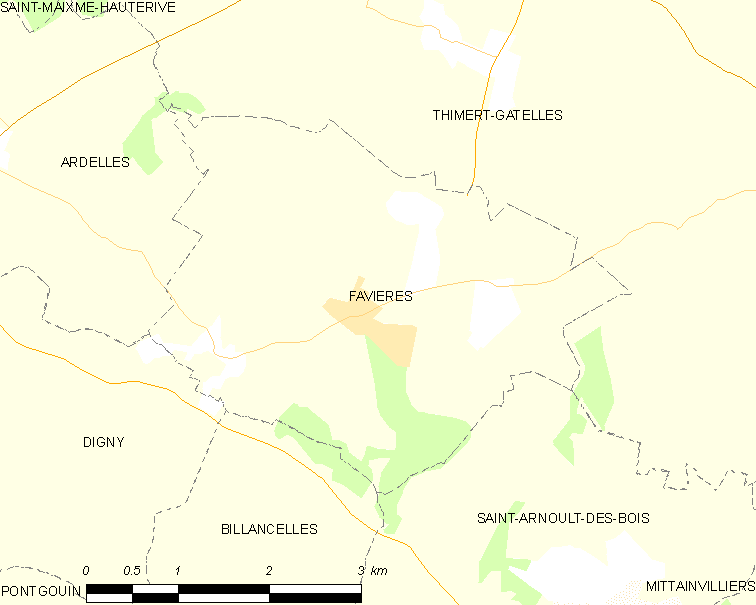
Carte de la commune de Favières, Eure-et-Loir.

### Communes limitrophes
|          | Thimert-Gâtelles |                        |
| Ardelles | Favières         | Thimert-Gâtelles       |
| Digny    | Billancelles     | Saint-Arnoult-des-Bois |

### Hameaux et écarts
- Le Rouvray.

### Climat
Pour des articles plus généraux, voir Climat du Centre-Val de Loire et Climat d'Eure-et-Loir.
En 2010, le climat de la commune est de type climat océanique dégradé des plaines du Centre et du Nord, selon une étude du CNRS s'appuyant sur une série de données couvrant la période 1971-2000. En 2020, Météo-France publie une typologie des climats de la France métropolitaine dans laquelle la commune est exposée à un climat océanique altéré et est dans la région climatique  Sud-ouest du bassin Parisien, caractérisée par une faible pluviométrie, notamment au printemps (120 à 150 mm) et un hiver froid (3,5 °C). 
Pour la période 1971-2000, la température annuelle moyenne est de 10,3 °C, avec une amplitude thermique annuelle de 14,8 °C. Le cumul annuel moyen de précipitations est de 733 mm, avec 11,9 jours de précipitations en janvier et 8 jours en juillet. Pour la période 1991-2020, la température moyenne annuelle observée sur la station météorologique de Météo-France la plus proche, « Thimert », sur la commune de Thimert-Gâtelles à 5 km à vol d'oiseau, est de 11,4 °C et le cumul annuel moyen de précipitations est de 634,8 mm,. Pour l'avenir, les paramètres climatiques de la commune estimés pour 2050 selon différents scénarios d'émission de gaz à effet de serre sont consultables sur un site dédié publié par Météo-France en novembre 2022.

## Urbanisme

### Typologie
Au 1er janvier 2024, Favières est catégorisée commune rurale à habitat dispersé, selon la nouvelle grille communale de densité à 7 niveaux définie par l'Insee en 2022.
Elle est située hors unité urbaine. Par ailleurs la commune fait partie de l'aire d'attraction de Chartres, dont elle est une commune de la couronne,. Cette aire, qui regroupe 117 communes, est catégorisée dans les aires de 50 000 à moins de 200 000 habitants,.

### Occupation des sols
L'occupation des sols de la commune, telle qu'elle ressort de la base de données européenne d’occupation biophysique des sols Corine Land Cover (CLC), est marquée par l'importance des territoires agricoles (89,3 % en 2018), une proportion sensiblement équivalente à celle de 1990 (89,5 %). La répartition détaillée en 2018 est la suivante : 
terres arables (82,3 %), forêts (7,7 %), zones agricoles hétérogènes (7 %), zones urbanisées (3,1 %). L'évolution de l’occupation des sols de la commune et de ses infrastructures peut être observée sur les différentes représentations cartographiques du territoire : la carte de Cassini (XVIIIe siècle), la carte d'état-major (1820-1866) et les cartes ou photos aériennes de l'IGN pour la période actuelle (1950 à aujourd'hui).

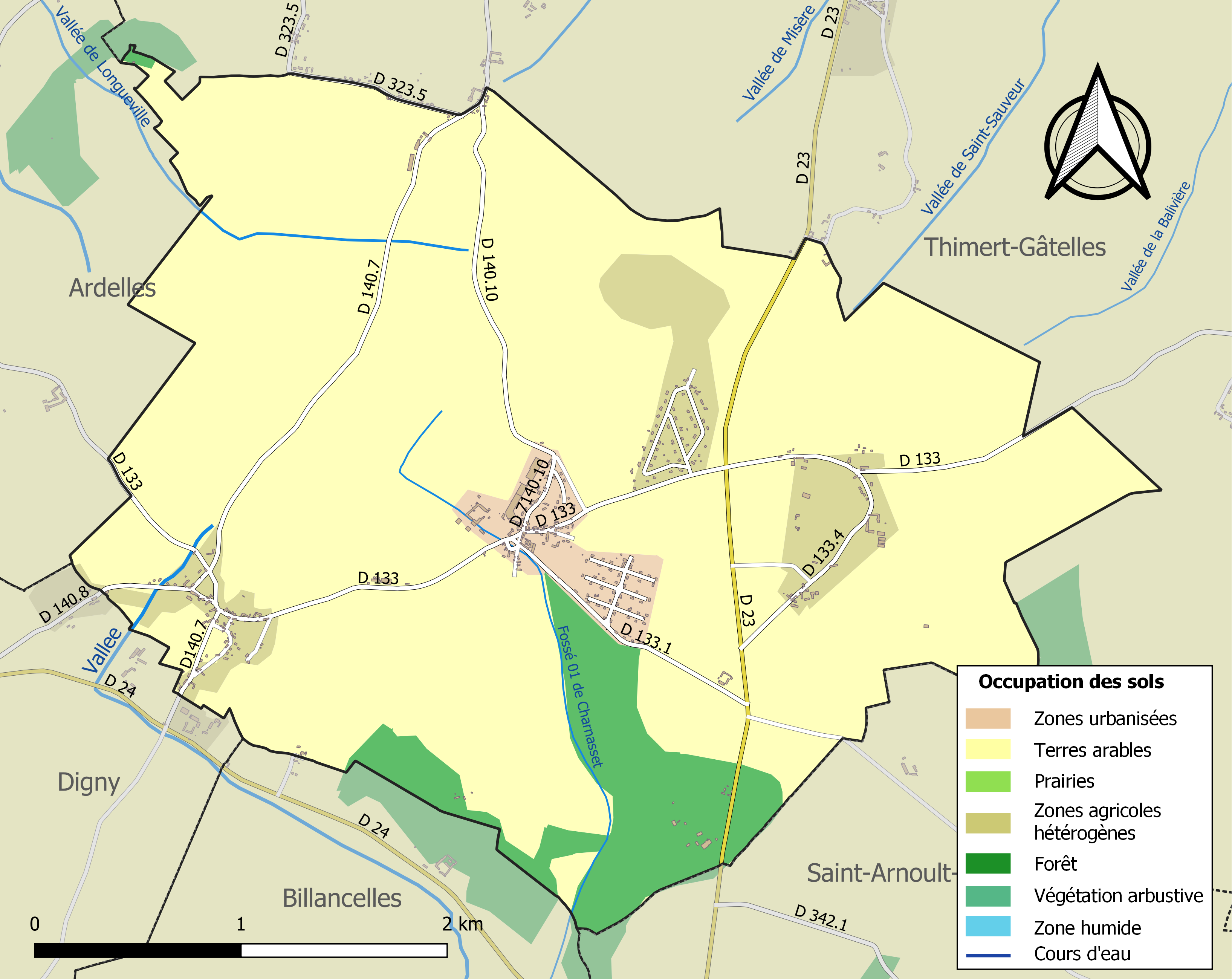
Carte des infrastructures et de l'occupation des sols de la commune en 2018 (CLC).

### Risques majeurs
Le territoire de la commune de Favières est vulnérable à différents aléas naturels : météorologiques (tempête, orage, neige, grand froid, canicule ou sécheresse), inondationset séisme (sismicité très faible). Il est également exposé à un risque technologique, le transport de matières dangereuses. Un site publié par le BRGM permet d'évaluer simplement et rapidement les risques d'un bien localisé soit par son adresse soit par le numéro de sa parcelle.

#### Risques naturels
Certaines parties du territoire communal sont susceptibles d’être affectées par le risque d’inondation par débordement de cours d'eau, notamment la Vallée. La commune a été reconnue en état de catastrophe naturelle au titre des dommages causés par les inondations et coulées de boue survenues en 1999,.

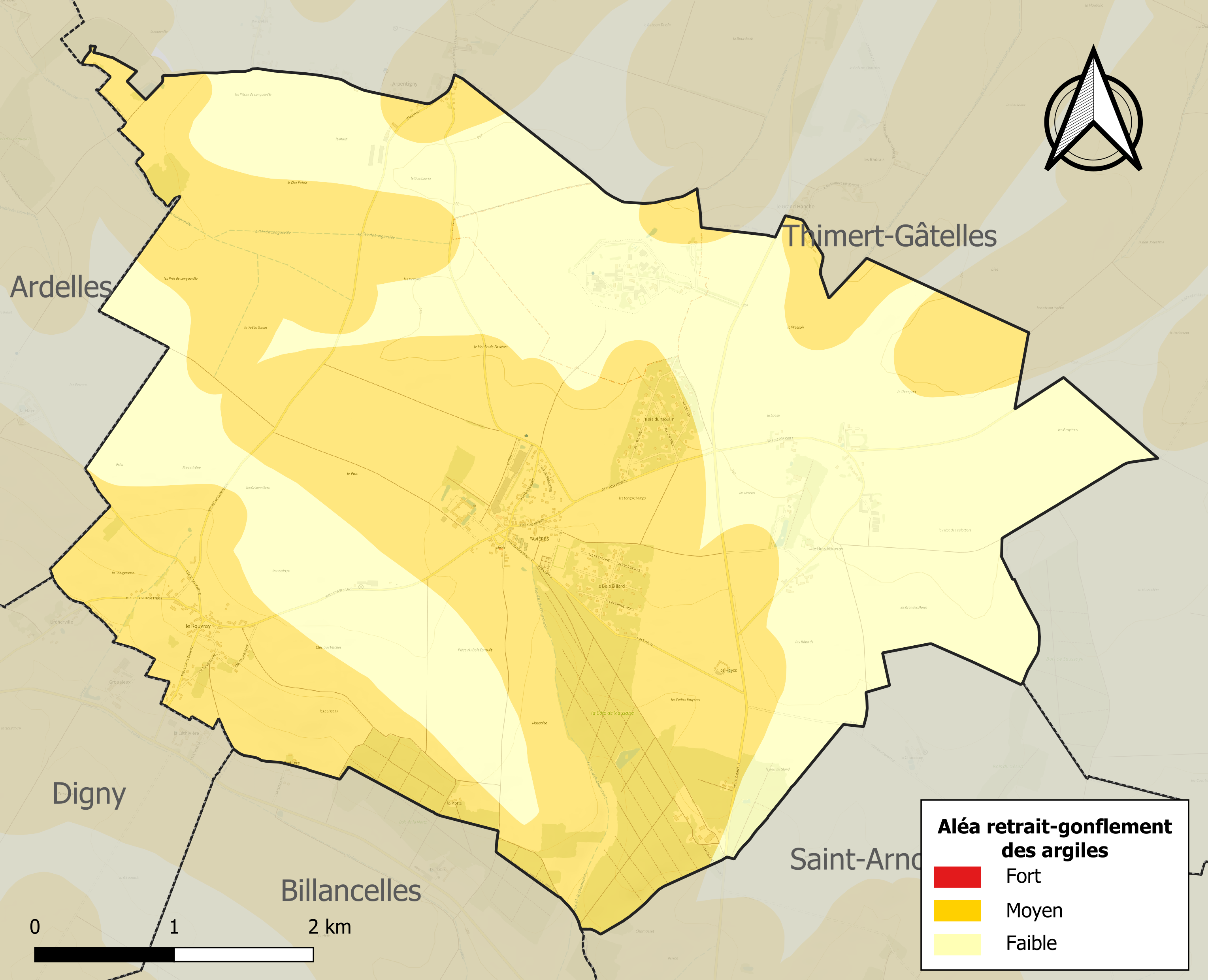
Carte des zones d'aléa retrait-gonflement des sols argileux de Favières.

Le retrait-gonflement des sols argileux est susceptible d'engendrer des dommages importants aux bâtiments en cas d’alternance de périodes de sécheresse et de pluie. 55 % de la superficie communale est en aléa moyen ou fort (52,8 % au niveau départemental et 48,5 % au niveau national). Sur les 253 bâtiments dénombrés sur la commune en 2019, 216 sont en aléa moyen ou fort, soit 85 %, à comparer aux 70 % au niveau départemental et 54 % au niveau national. Une cartographie de l'exposition du territoire national au retrait gonflement des sols argileux est disponible sur le site du BRGM,.
Concernant les mouvements de terrains, la commune a été reconnue en état de catastrophe naturelle au titre des dommages causés par des mouvements de terrain en 1999.

#### Risques technologiques
Le risque de transport de matières dangereuses sur la commune est lié à sa traversée par des infrastructures routières ou ferroviaires importantes ou la présence d'une canalisation de transport d'hydrocarbures. Un accident se produisant sur de telles infrastructures est en effet susceptible d’avoir des effets graves au bâti ou aux personnes jusqu’à 350 m, selon la nature du matériau transporté. Des dispositions d’urbanisme peuvent être préconisées en conséquence.

## Toponymie
Le nom de la localité est attesté sous la forme Faberife vers 1140.
Favières est issu du bas latin fabareolae, dérivé du latin faba ("fève"), donc « champ où l'on cultive des fèves ». Les favières sont des champs de fèves, essentielles dans la nourriture du paysan.

## Histoire

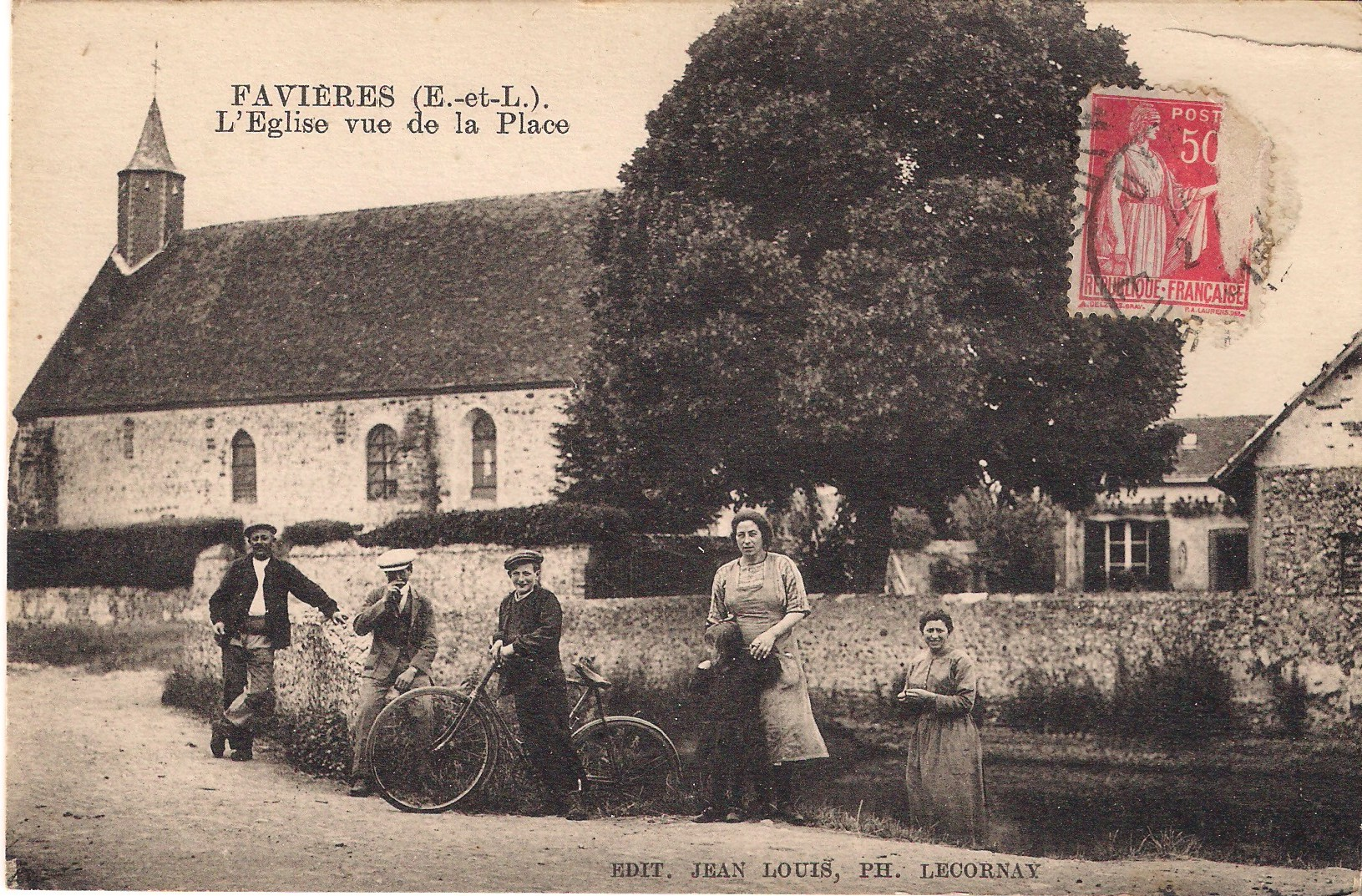
Carte postale ancienne "L'église vue de la Place".

### Époque contemporaine

#### XXesiècle
- 2003 : entrée dans la communauté de communes du Thymerais
- 2014 : intégration dans la communauté d'agglomération du Pays de Dreux

## Politique et administration

### Liste des maires
| Période                                  | Période  | Identité            | Étiquette | Qualité |
| ---------------------------------------- | -------- | ------------------- | --------- | ------- |
| Les données manquantes sont à compléter. |          |                     |           |         |
| 1971                                     | 2001     | Serge Bataille      | DVG       |         |
| 2001                                     | 2008     | Philippe Lebreton   |           |         |
| 2008                                     | 2009     | José Canals         |           |         |
| 2009                                     | 2020     | Jean-Luc Schreiber  | SE        | Cadre   |
| 2020                                     | En cours | Frédéric Giowachini |           |         |

## Population et société

### Démographie
L'évolution du nombre d'habitants est connue à travers les recensements de la population effectués dans la commune depuis 1793. Pour les communes de moins de 10 000 habitants, une enquête de recensement portant sur toute la population est réalisée tous les cinq ans, les populations de référence des années intermédiaires étant quant à elles estimées par interpolation ou extrapolation. Pour la commune, le premier recensement exhaustif entrant dans le cadre du nouveau dispositif a été réalisé en 2008.

En 2022, la commune comptait 625 habitants, en évolution de +3,82 % par rapport à 2016 (Eure-et-Loir : −0,23 %, France hors Mayotte : +2,11 %).
| 1793 | 1800 | 1806 | 1821 | 1831 | 1836 | 1841 | 1846 | 1851 |
| ---- | ---- | ---- | ---- | ---- | ---- | ---- | ---- | ---- |
| 354  | 296  | 301  | 319  | 337  | 353  | 340  | 346  | 355  |

| 1856 | 1861 | 1866 | 1872 | 1876 | 1881 | 1886 | 1891 | 1896 |
| ---- | ---- | ---- | ---- | ---- | ---- | ---- | ---- | ---- |
| 360  | 346  | 359  | 324  | 305  | 288  | 294  | 269  | 292  |

| 1901 | 1906 | 1911 | 1921 | 1926 | 1931 | 1936 | 1946 | 1954 |
| ---- | ---- | ---- | ---- | ---- | ---- | ---- | ---- | ---- |
| 273  | 273  | 276  | 216  | 267  | 259  | 265  | 251  | 266  |

| 1962 | 1968 | 1975 | 1982 | 1990 | 1999 | 2006 | 2008 | 2013 |
| ---- | ---- | ---- | ---- | ---- | ---- | ---- | ---- | ---- |
| 224  | 186  | 196  | 321  | 362  | 414  | 478  | 483  | 597  |

| 2018 | 2022 | - | - | - | - | - | - | - |
| ---- | ---- | - | - | - | - | - | - | - |
| 589  | 625  | - | - | - | - | - | - | - |

## Économie
- Une entreprise d'insertion, Le Relais, trie et recycle les vêtements déposés dans les 830 conteneurs mis à disposition en Eure-et-Loir, en Île-de-France, dans le Loiret, la Sarthe, l'Orne et l'Eure. Cette société coopérative et participative (Scop), faisant partie du mouvement Emmaüs, emploie 77 personnes (2015)[22].

## Culture locale et patrimoine

### Lieux et monuments

#### L'église Saint-Martin
Cette église, dont la construction date des XIIe et XVIe siècles, est aujourd'hui rattachée à la paroisse Saint François de Laval, qui relève du diocèse de Chartres. Elle adhère à l'Association églises ouvertes en Eure-et-Loir.
L'église est située au centre du bourg, dans une impasse. Elle est composée de matériaux locaux extraits directement du sol sur lequel elle repose : moellons, silex, grès et tuiles d'argile.
Elle est surmontée d'un petit clocher élégant en ardoises. On trouve sur les murs des vestiges d'étroites fenêtres en plein cintre datant surement de la construction de l'église à l'époque romane. Les baies du chœur, elles, sont de style gothique flamboyant, comme l'indique leur réseau sinueux. Ces baies sont composées de meneaux en bois.
L'église de Favières est dépourvue de vitraux. Des vitres et des verres cathédrales incolores remplissent les grandes baies.
L'édifice est composé d'une nef suivie d'un sanctuaire puis d'un chœur en abside à trois pans rectilignes. La voûte est en bois à bardeaux et on peut y lire deux dates gravées : 1588 et 173.. correspondant sûrement aux restaurations entreprises.
Deux autels encadrent l'entrée du sanctuaire. Ils sont tous deux surmontés d'un retable de style Louis XVI. Celui de gauche est consacré à Évroult d'Ouche, représenté sur une toile où il apparaît en ermite bénissant un pénitent à genou ainsi que par une statue. Celui de droite est consacré à la Vierge, présente sur la toile et la statue.
Le sanctuaire est clos par une rambarde pleine et l'ouverture est composée d'un arc triomphal en bois naturel surmonté d'une poutre de gloire. On trouve sur cet arc un Christ sur sa croix polychrome et deux statues représentant la Vierge et saint Jean badigeonnées de blanc.
Le fond du chœur est occupé par un retable encadré de deux colonnes cannelées et orné d'un tableau du peintre Pichois de 1863. Le tableau représente saint Martin faisant écrouler les idoles. Le tabernacle est décoré de fines grisailles figurant le Christ, la Vierge et les quatre évangélistes. De grandes statues en plâtre peint encadrent le retable du chœur, représentant, à gauche, saint Martin portant les ornements épiscopaux de l'évêque de Tours et, à droite, saint Sébastien invoqué contre la peste. Deux autres statues se situent dans le chœur, elles représentent sainte Hélène, mère de l'Empereur Constantin, et saint Éloi, patron des forgerons et des maréchaux-ferrants.

#### L'ancien château de Boisrouvray
Il est construit dans les années 1810, par Nicolas Charles Paris de Boisrouvray, décédé à Favières le 2 janvier 1800. Il fut vendu par son fils, Charles Gédéon Paris, baron de Boisrouvray, en 1820 à François Marie du Temple de Rougemont, son beau-frère, lequel le morcela en dix lots, le château fut vendu à Jean Louis Favé, jardinier à Favières. Ce château a aujourd'hui disparu.

#### Patrimoine civil
- La mairie-école ;
- Le monument aux morts ;
- La ferme fortifiée[25].

Lieux et monuments de Favières
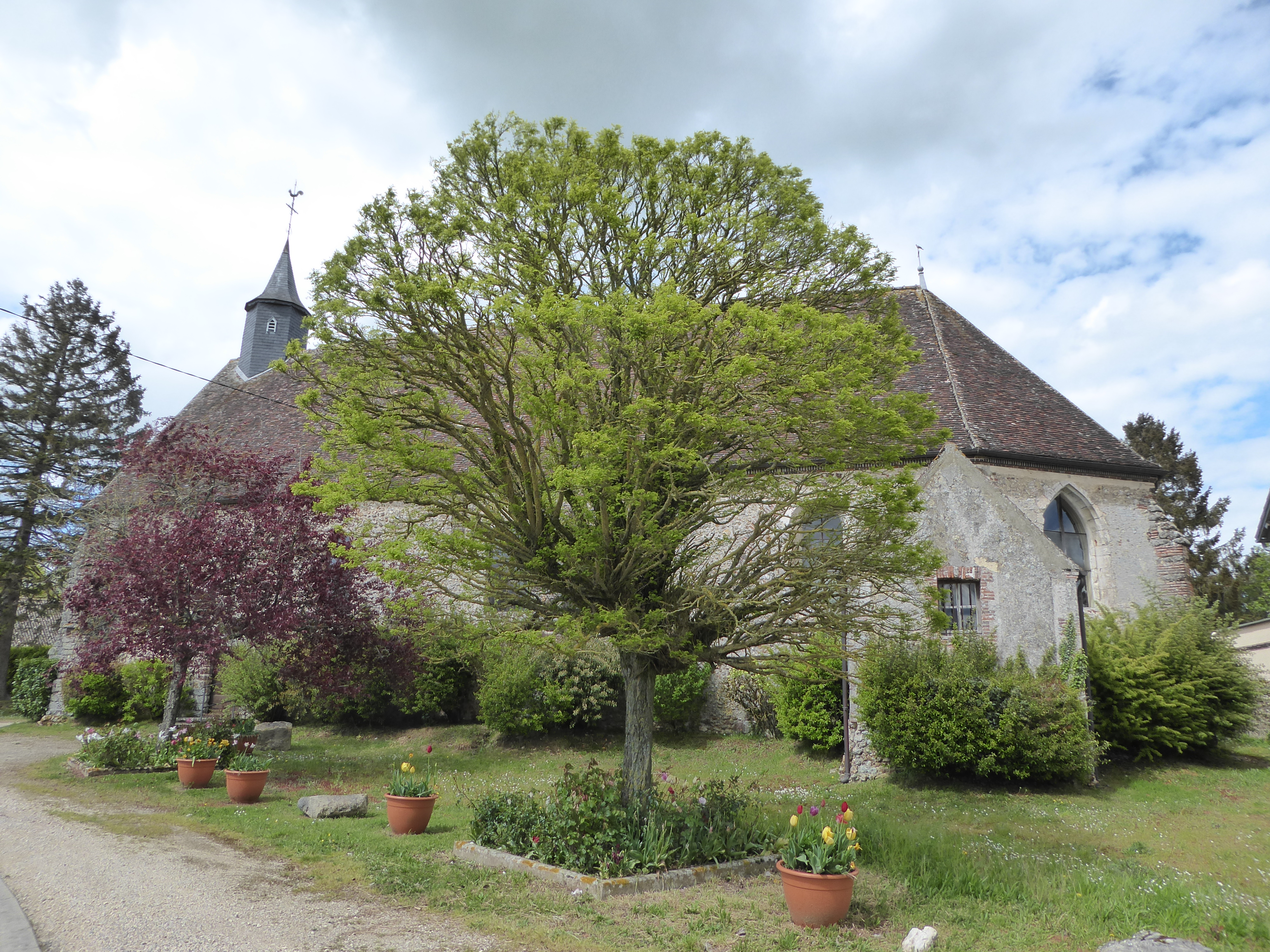
Église Saint-Martin de Favières.
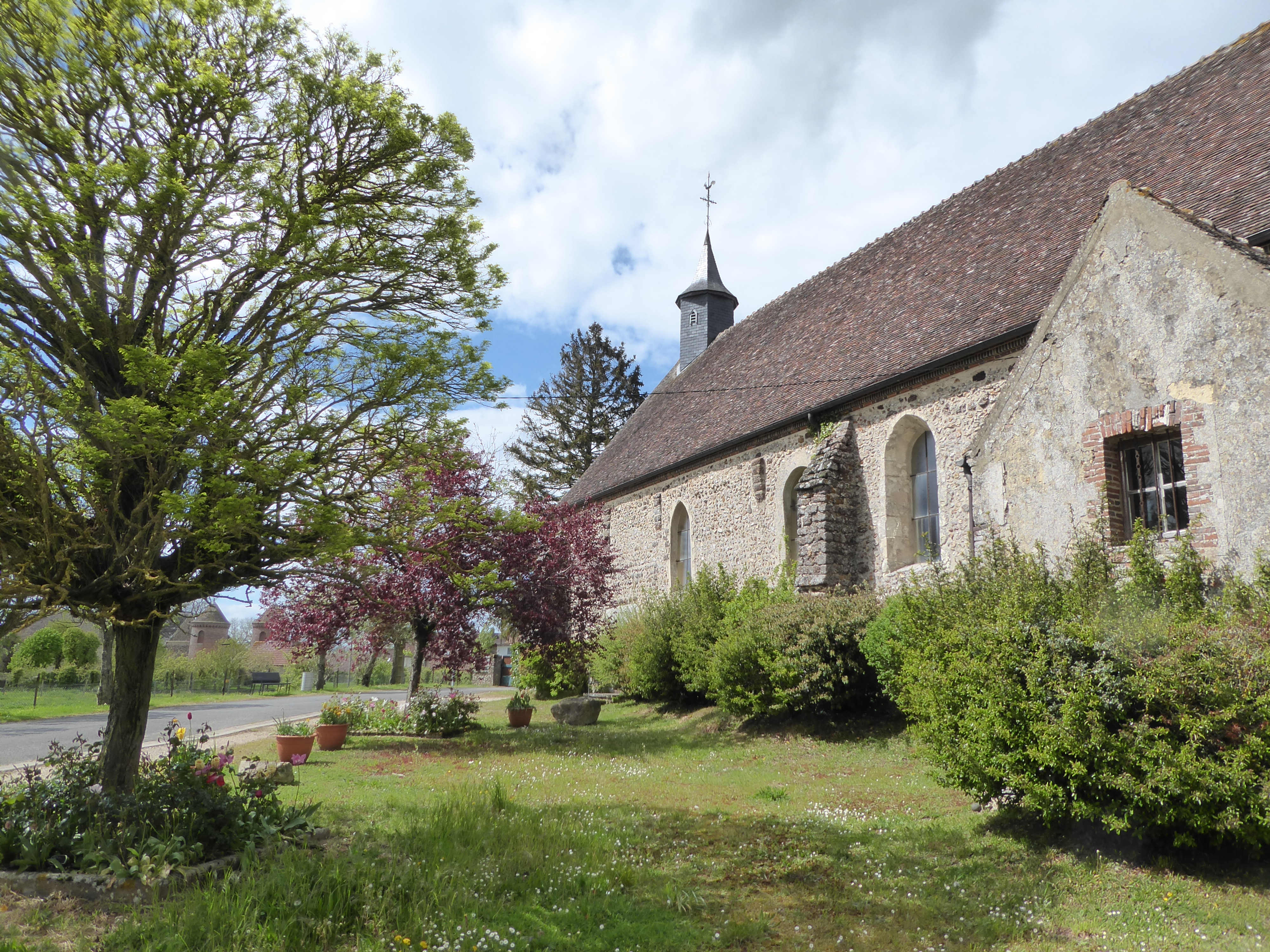
Mur sud de l'église.
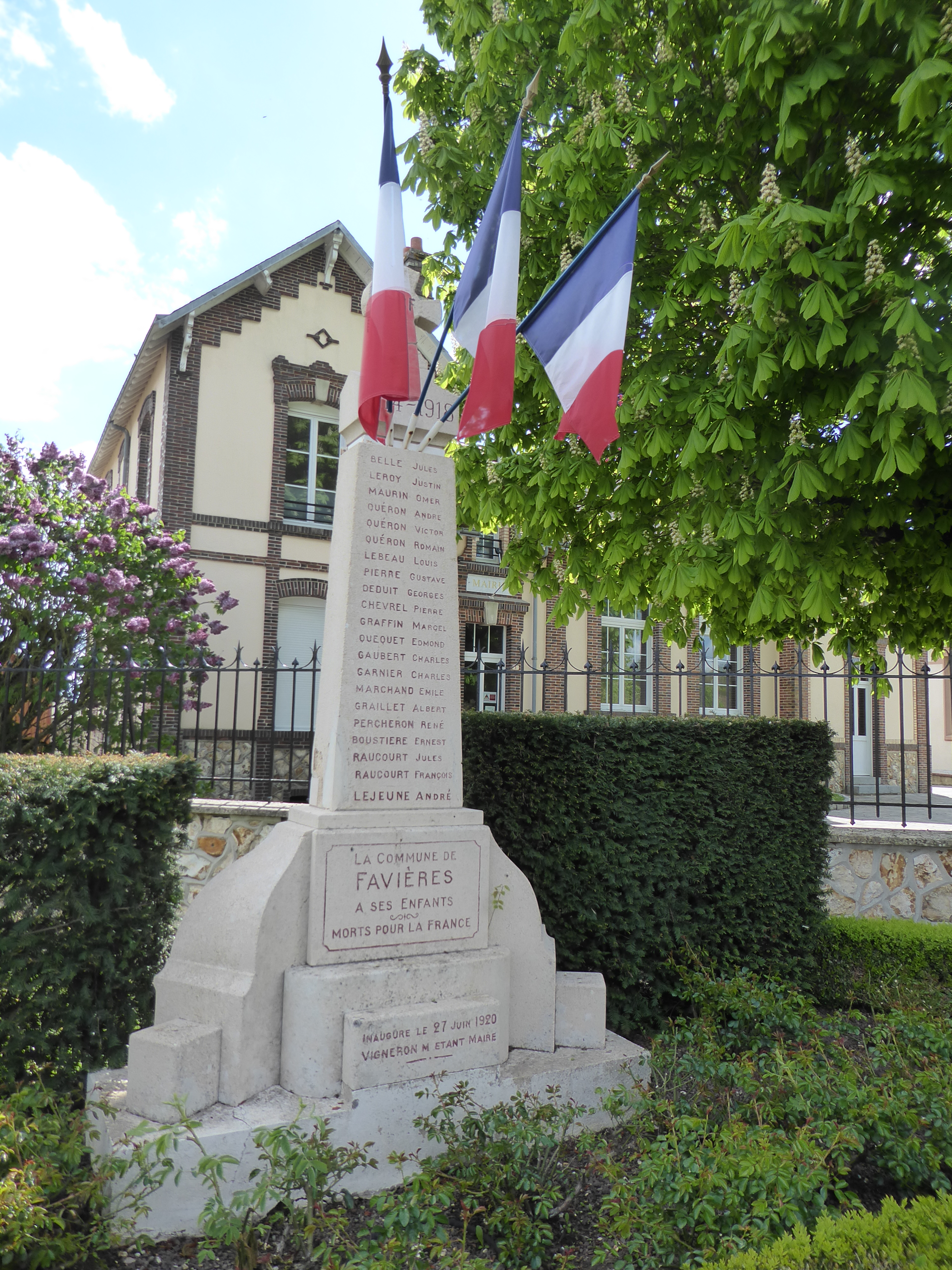
Monument aux morts.
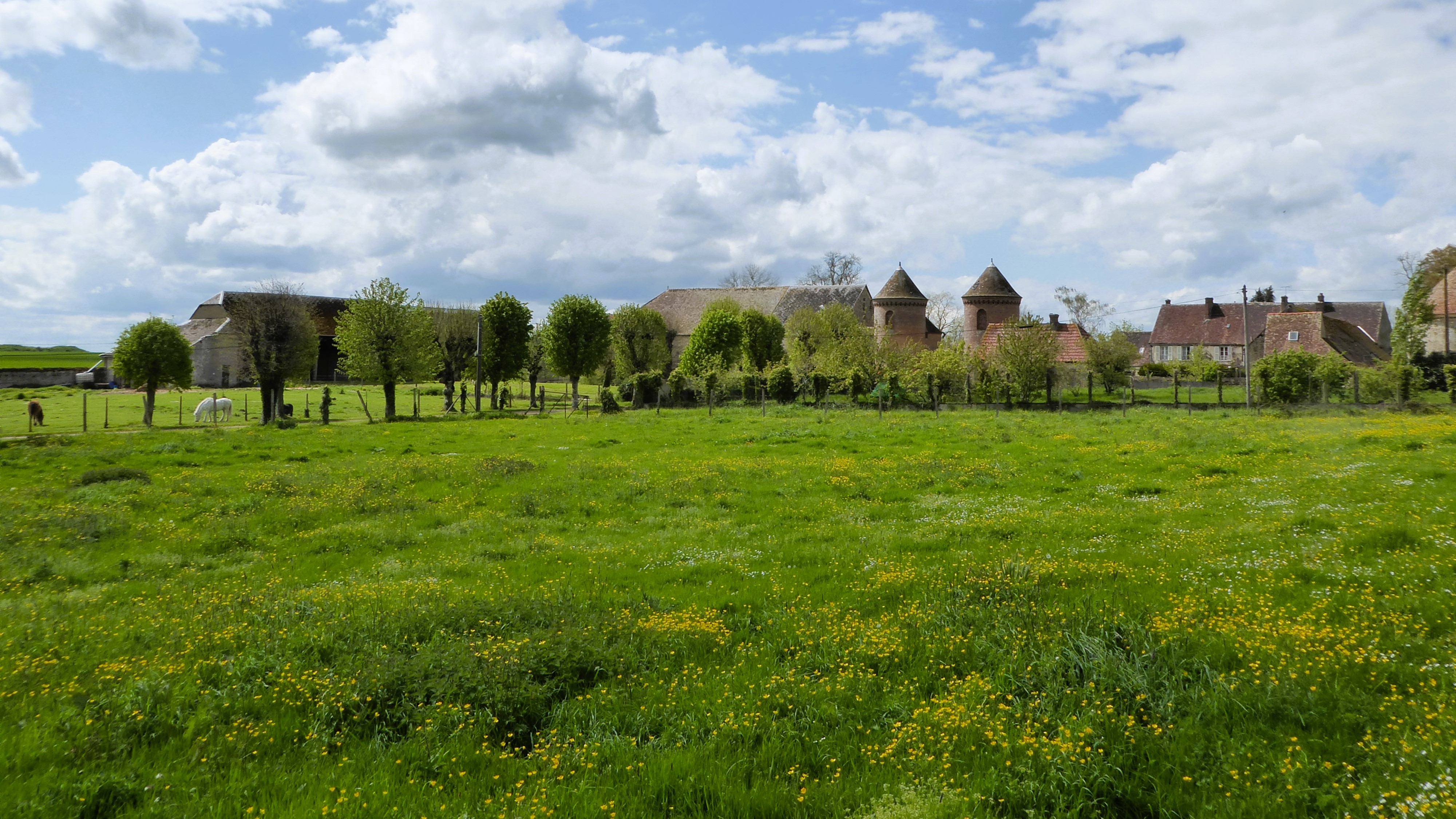
Les tourelles de la ferme fortifiée.
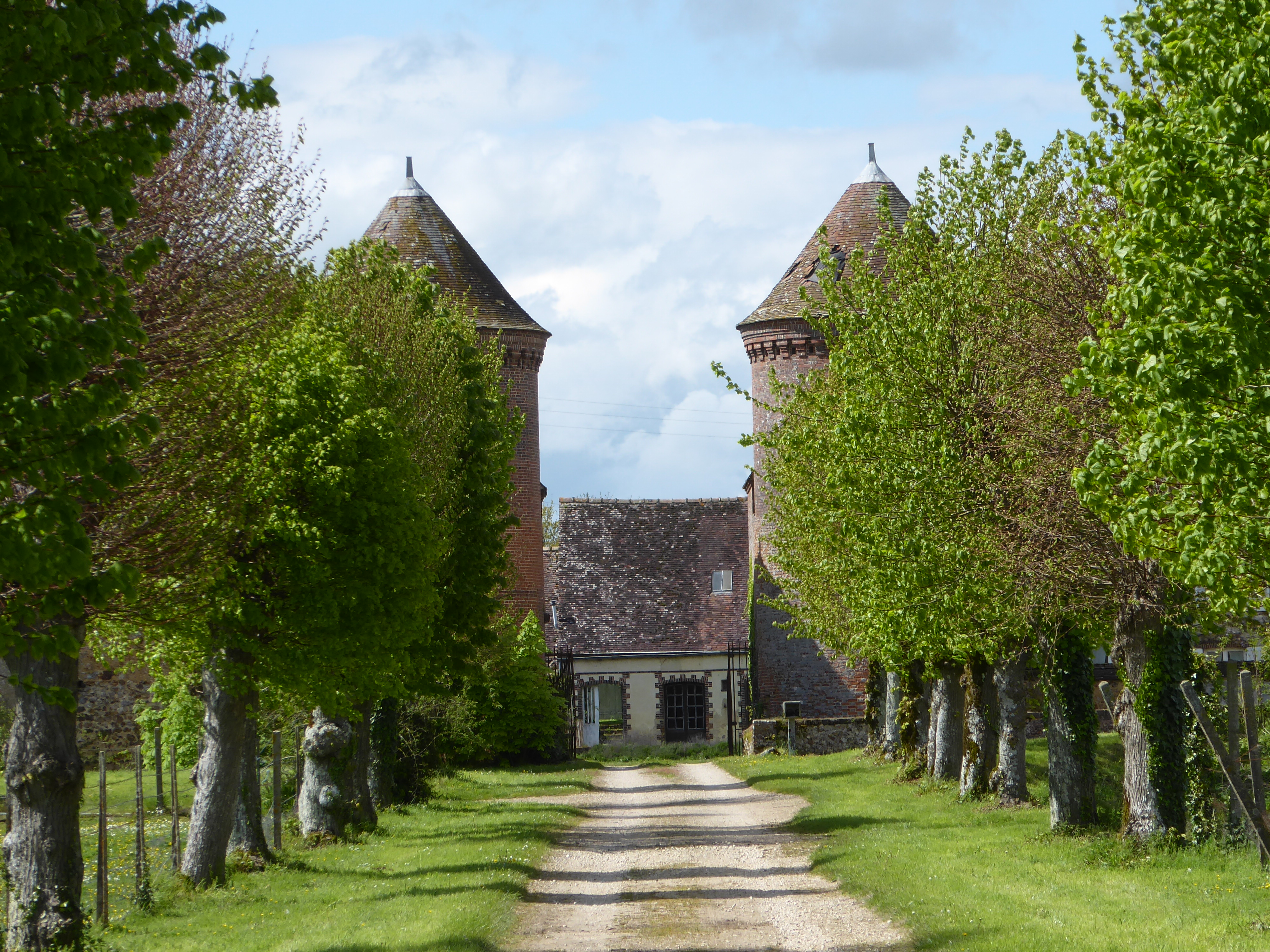
Allée d'entrée de la ferme fortifiée.